# Számjel
A számjel, hashmark, diez, létra, rács vagy kevéssé egyértelműen kettőskereszt a # jel neve. A Unicode a number sign (számjel) nevet részesíti előnyben.
A jel hasonlít a zenei kottaírásban használt  kereszt (♯) jelhez.
A Unicode kódkészletben az U+0023, az ASCII-ben hexadecimálisan kifejezve a 23-as, decimálisan kifejezve a 35-ös helyen található.
Számjel alatt sok országban (Egyesült Királyság, Kanada, Ausztrália, Új-Zéland, Oroszország és sok EU tagállam) egy ettől eltérő jelet értenek, az №, No. vagy No jelölést. A Unicode ez utóbbit Numero signnak (U+2116) nevezi.

## Eredete

A font jelének stilizált alakja

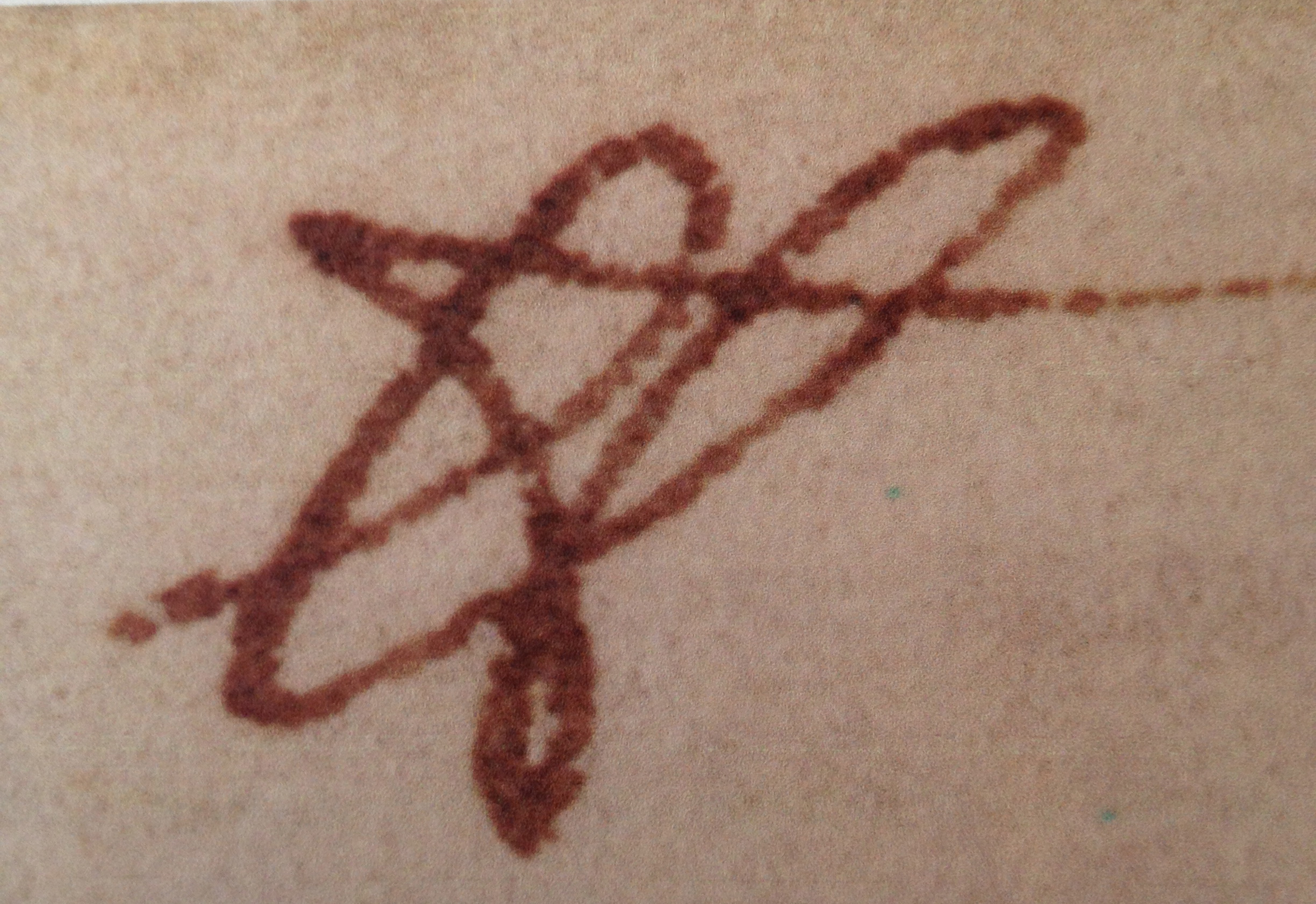
A rövidítés Isaac Newton kéziratában: így lett a „℔” jelből „#”

Az Egyesült Államokban hagyományosan a font jeleként használták. Eredetileg „lb.”-t, később az „℔” ligatúrát (U+2114) alkalmazták. Ez végül két ferde vonal és két vízszintes kombinációjává egyszerűsödött. A telefonokon is előforduló függőleges vonalazású változat félrevezető.

## Használata

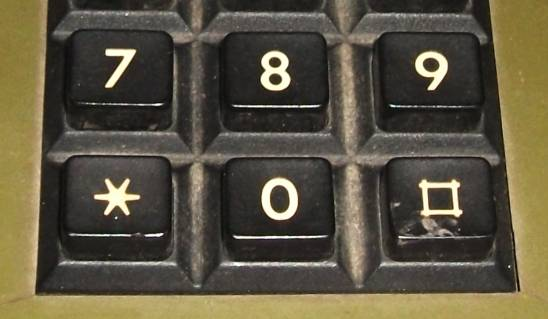
1. egy telefonon 1982-ből

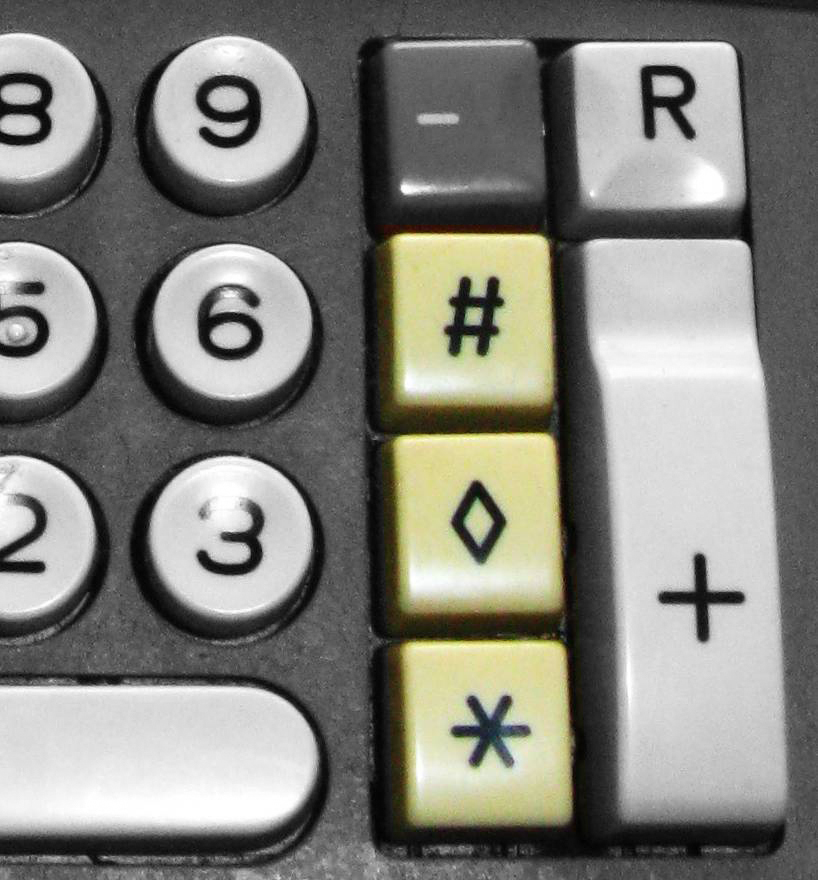
1. egy 1970 körüli számológépen

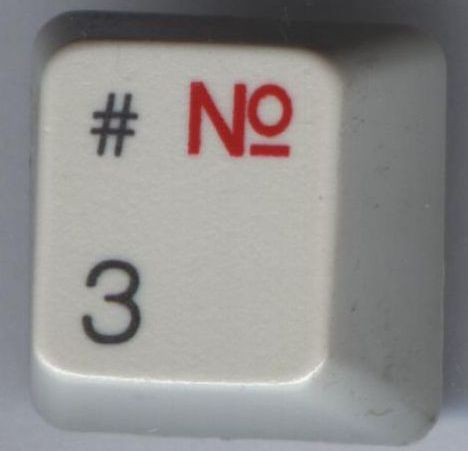
1. egy számítógép billentyűzetén

A magyar tipográfia nem használja, a telekommunikáció és az informatika fejlődésével jelent csak meg Magyarországon. Helyette ponttal jelölünk sorszámozást - még úgy is, ha azt köznyvelvben másképpen mondjuk. Utóbbiként filmek és napok sorszámozása.
Az URL-ben egy weboldal vagy más erőforrás címét követően egy azon belüli helyet jelöl meg. Például a https://hu.wikipedia.org/wiki/Számjel#Eredete URL-ben az „Eredete” rész ilyen.
A C programozási nyelvben a jel fordítási direktívákat jelöl. Egyes assembly-nyelvekben az azonnali értéket (immediate value) jelöli, tehát amikor az utasítás byte-kódjában megtalálható a konstans operandus.
Sok programozási és szkriptnyelvben és egyes konfigurációsfájl-típusokban egysoros megjegyzés kezdetét jelöli. Például Perl, Bash, PHP stb.
A nyomógombos telefonkészülékeken és a mobiltelefonokon a 0-tól jobbra lévő gomb a #.
A hashtag (ejtsd: hesteg) a közösségi médiában a 2010-es évek közepén vált népszerűvé, ez a metaadat egyik formája, amely egy szóból vagy kifejezésből áll, amely elé ún. hash jelet (#, kevéssé egyértelműen: kettőskereszt, angolul: hashmark) tesznek. A technológia lényege, hogy a # jel hozzáadásával egy adott szöveg bármely szava ún. tárgyszóvá tehető. Pl. a # (hashmark) és az eredet szó együtt alkotja az #eredet hashtaget, azaz tárgyszót. A tárgyszóra kattintva válogatás jelenik meg az adott tárgyszót tartalmazó tartalmakból. A hashtageket gyakran használják a közösségi hálókon, hogy azonosítsák, kategorizálják az érdeklődési köröket, „topikokat”, illetve megkönnyítsék a kulcsszavak szerinti kutatást. 

Gyakori a pusztán kiemelő célú használat is, az eredeti funkciójához képest már-már céltalanul, mivel a hashtag félkövérként jelenik meg, és korszerűnek, divatosnak tekintik sokan – de nyilván egybeírt, viccesnek szánt szószerkezetekre, azok kisebb gyakorisága miatt, egyezés híján további találatok nemigen akadnak. 

Jellemző még a hashmark jel hastagként való emlegetése, a fogalmak keverése, pl. az #eredet ilyetén említése, kiolvasása: hashtag eredet (és ebből a jel neveként a hashmark helyett a hashtagre való következtetés), mivel a felhasználók széles tömegei nem ismerik, értik vagy gondolják végig az alapfogalmakat és jelentésüket a rendszerben (vö. az e-mail és SMS fogalmaknak magára a továbbítási egységre való értése, az eredeti jelentés, az üzenetküldési szolgáltatás helyett; majd ennek a tévedésnek a köznyelvi normává válása, angol nyelvű környezetben is).
Használják a sakkban a matt  jeleként, vagy ha az ellenfélnek elfogy az ideje. Pl.
1. e4 e5 2. Fc4 Fc5 3. Vh5 Hf6 4. Vxf7#